# Marion (Dakota Południowa)
Marion – miasto w Stanach Zjednoczonych, w stanie Dakota Południowa, w hrabstwie Turner.